# الصم في أيرلندا
في أيرلندا، يعاني 8% من البالغين من الصمم أو فقدان السمع الشديد. بعبارة أخرى، يحتاج 300,000 أيرلندي إلى دعم بسبب فقدانهم السمع.

## نشأة اللغة
في أيرلندا، تعد لغة الإشارة الأيرلندية (ISL) هي لغة الإشارة التي نشأت بين عامي 1846 و1849. وتُستخدم ISL أيضاً في أيرلندا الشمالية؛ ومع ذلك، فإن لغة الإشارة البريطانية هي الأكثر شيوعاً هناك. تُعد ISL لغة قائمة بذاتها ولا تربطها صلة باللغات المحكية أو المكتوبة. بل إنها مشتقة من لغة الإشارة الأمريكية ولغة الإشارة الفرنسية. ومنذ نشأتها، طورت مجتمعات الصم هذه اللغة، ونقلوها إلى بلدان أخرى مثل أستراليا وجنوب أفريقيا واسكتلندا وإنجلترا. اعتباراً من عام 2016، يستخدم ISL حوالي 5,000 شخص أصم، ونحو 40,000 شخص سامع.
يعود تاريخ أول مدرسة للأطفال الصم إلى عام 1816، حيث كان يتم تعليم الأطفال في البداية من دون النطق. وفي المدارس الكاثوليكية، كان يتم فصل الأولاد عن البنات، مما أدى إلى استخدام الذكور والإناث لإشارات مختلفة للكلمة نفسها. ثم، في خمسينيات القرن العشرين، تحولت المدارس الكاثوليكية من التعليم اليدوي إلى التعليم الشفهي. وبعد ذلك بوقت قصير، أصبحت المقاربة الشفهية لتعليم الطلاب الصم سياسة رسمية للدولة في عام 1972. ونتيجة لذلك، تم قمع لغة الإشارة، كما حدث في المدارس الأخرى حول العالم التي اتبعت نهج التعليم الشفهي.
في 14 ديسمبر 2017، أقر أويرياشتاس قانون لغة الإشارة الأيرلندية لعام 2017 الذي اعترف بلغة الإشارة الأيرلندية كلغة للصم. قبل هذا التاريخ، لم يكن للصم الأيرلنديين الحق الفوري في الحصول على مترجم للغة الإشارة الأيرلندية. وقد وفر مشروع قانون الاعتراف بلغة الإشارة الأيرلندية لمجتمع الصم لعام 2016 وصولاً محسناً إلى الخدمات العامة مثل التعليم والرعاية الصحية والإعلام والخدمات المصرفية.

## منظمات بارزة

### تشايم (Chime)
في عام 1964، تأسست الجمعية الوطنية للصم لتعزيز رفاهية أعضائها من مجتمع الصم. ومنذ ذلك الحين، نشرت هذه المنظمة أول قاموس للغة الإشارة الأيرلندية، وبدأت خدمات دعم الأسرة، وأعلنت عن لغة الإشارة الأيرلندية وشرعتها كلغة رسمية للأيرلنديين. في عام 2018، تم تغيير اسمها إلى "تشايم"، ورسالتها هي "الحد من تأثير الصمم وفقدان السمع من خلال تعزيز إمكانية الوصول، وإنشاء مجتمعات داعمة، وتمكين الخيارات الشخصية والمشاركة المجتمعية." اليوم، ديكلان كين، والد لطفل أصم، هو رئيس مجلس إدارة تشايم.

### الجمعية الأيرلندية للصم (IDS)
في 13 يناير 1981، تأسست الجمعية الأيرلندية للصم على يد مجموعة من الصم بسبب قلقهم حيال المساواة للأفراد الصم. تسعى الجمعية لتحقيق المساواة وحقوق الصم في أيرلندا، وتشجيع الصم في أيرلندا على الاحتفاء بثقافتهم عبر الاستمرار في استخدام لغة الإشارة الأيرلندية. ومن بين القيم الأساسية للجمعية: لغة الإشارة الأيرلندية، حقوق الإنسان، الإدماج الاجتماعي، تكافؤ الفرص، جودة ظروف المعيشة، والتمكين. تترأس الجمعية ليان كويغلي، التي كانت سابقاً أمينة صندوق جمعية شباب الصم الأيرلندية، وشاركت في رئاسة حملة الاعتراف بلغة الإشارة الأيرلندية. كما تعمل كمترجمة إشارة صماء.

### ساوند أدفايس (Sound Advice)
كارولين كارسويل، مؤسسة "ساوند أدفايس"، كانت من أوائل الأطفال الصم المولودين في أيرلندا الذين تلقوا تعليمهم ضمن المدارس العامة في السبعينيات. تم تأكيد إصابتها بالصمم عندما كانت تبلغ 16 شهراً، ولاحقاً استخدمت سماعات خلف الأذن قبل أن تحصل على غرسات قوقعة مزدوجة. كارسويل تتواصل شفهياً ولا تعرف لغة الإشارة. بعد تخرجها من كلية ترينيتي في دبلن، أنشأت "ساوند أدفايس" في عام 2007 بهدف إبراز السمع والقدرات من خلال التكنولوجيا، والصحة، والتعليم، والتوظيف. ومنذ تأسيسها، ساعدت المنظمة في إنشاء مراجعة السمع الوطنية لأيرلندا (2011)، وسياسة التعليم (2012) التي تدعم دمج الأطفال الصم أو ضعاف السمع، وكذلك في تمويل الغرسات القوقعية للأطفال دون سن 18 عاماً في عام 2013.

## الحقوق المدنية الإنسانية واتفاقية حقوق الأشخاص ذوي الإعاقة (CRPD)
اتفاقية حقوق الأشخاص ذوي الإعاقة هي معاهدة لحقوق الإنسان اعتمدتها الأمم المتحدة في عام 2006 لحماية حياة الأشخاص ذوي الإعاقة. وقعت الحكومة الأيرلندية على الاتفاقية في عام 2007، وتمت مراجعتها منذ ذلك الحين في عام 2018. وفقاً لـ"التقرير الأولي لأيرلندا بموجب اتفاقية حقوق الأشخاص ذوي الإعاقة" في عام 2016، يُعتبر الشخص المصاب بالصمم أو بفقدان سمع شديد شخصاً ذا إعاقة في أيرلندا.
- المادة 13 (الوصول إلى العدالة): تنص الفقرة 175 على أن الأشخاص الصم الذين يحتاجون إلى مترجم لغة إشارة مؤهلون لخدمة هيئة المحلفين.[13]
- المادة 21 (حرية التعبير والرأي والحصول على المعلومات): تشير الفقرة 266 إلى أن خدمات ترجمة لغة الإشارة (SLIS) معترف بها وطنياً، وتتمثل مهمتها في ضمان قدرة الأشخاص الصم على العيش كمواطنين متساوين. ولهذا الغرض، تروج SLIS لتوفير خدمات الترجمة للصم في أيرلندا. كما تنص الفقرة 267 على أن الاستراتيجية الوطنية لإعاقة الصم (NDIS) ستعمل على تمديد ساعات خدمات الترجمة عن بُعد إلى المساء وعطلات نهاية الأسبوع، وستساعد في زيادة عدد المترجمين المدربين للغة الإشارة الأيرلندية. وتذكر الفقرة 268 أن SLIS قدمت برنامج "مقدمة في الترجمة الصماء" في كلية ترينيتي بدبلن، وأنشأت جدول فعاليات التطوير المهني المستمر، وأقامت برامج تدريبية للموجهين، وبدأت أبحاثاً في مجال الترجمة بلغة الإشارة الأيرلندية.[13]
- المادة 24 (التعليم): تناقش الفقرة 301 أن "الخطة الوطنية لتحقيق تكافؤ فرص الوصول إلى التعليم العالي 2015-2021" وضعت أهدافاً لزيادة عدد الطلاب ذوي الإعاقة في التعليم العالي. ونتيجة لذلك، أظهرت بيانات عام 2017 زيادة بنسبة 46% في مشاركة الأفراد الصم أو ضعاف السمع في التعليم العالي. كما تشير الفقرة 332 إلى أن عدد الطلاب الصم ارتفع من 306 طلاب في 2017 إلى 352 في عام 2019. كما تشير الفقرة 312 إلى تخصيص تمويل لتوفير معلمين زائرين مدربين للأطفال الصم. وتوضح الفقرة 327 إنشاء برنامج بكالوريوس التعليم بلغة الإشارة الأيرلندية في عام 2019.[13]
- المادة 27 (العمل والتوظيف): توضح الفقرة 403 أن منحة مترجم مقابلة العمل توفر التمويل للباحثين عن عمل الصم أو ضعاف السمع للحصول على مترجم أثناء مقابلات العمل وفترة التدريب.[13]
- المادة 29 (المشاركة في الحياة الثقافية والترفيه والرياضة): تفيد الفقرة 421 بأن مبادرة المجتمعات الإبداعية ضمن برنامج إيرلندا الإبداعية توفر أنشطة للصم مثل أساليب إبداعية لتشجيع تعلم لغة الإشارة الأيرلندية. وتضيف الفقرة 426 أن قانون لغة الإشارة الأيرلندية لعام 2017 يتيح وضع مخططات اعتماد لمترجمي لغة الإشارة، ويشرف مسجل المترجمين على نظام تسجيل يحافظ على معايير المترجمين.[13]

## الكشف المبكر عن السمع والتدخل
في أيرلندا، يتم منح جميع الأطفال حديثي الولادة فحص سمع مجاني للكشف عن فقدان السمع الدائم في إحدى الأذنين أو كلتيهما من خلال هيئة الخدمات الصحية (HSE)، وهي نظام الرعاية الصحية الممول حكومياً في أيرلندا. إذا وُلد الطفل في المنزل، يقوم ممرض صحة عامة بجدولة فحص في عيادة خارجية قبل بلوغه شهره الأول. إذا لم يُظهر الفحص نتائج واضحة، يُعاد الفحص قبل مغادرة الطفل للمستشفى. يتم تشخيص فقدان السمع في إحدى الأذنين أو كلتيهما لطفلين أو ثلاثة من بين كل ألف مولود. وتشدد الخدمات الصحية في أيرلندا على أهمية إجراء الفحص مبكراً لضمان أفضل النتائج على المدى الطويل. كما يسمح الكشف المبكر بتقديم الدعم والمعلومات للوالدين فوراً. وفي الحالات الخاصة مثل الأطفال المصابين برتق خلقي، أو التهاب السحايا الجرثومي، أو الذين يتلقون رعاية نهاية الحياة، لا يتم إجراء الفحص بل يتم إحالتهم مباشرة إلى أخصائي سمعيات.

### عملية الفحص

#### اختبار الانبعاثات الصوتية التلقائية (AOAE)
الاختبار الذي يتم على الأطفال حديثي الولادة للكشف عن فقدان السمع يُسمى اختبار الانبعاثات الصوتية التلقائية (AOAE). يركز اختبار AOAE على الأذن الداخلية للطفل أو القوقعة (تشريح) بينما يكون الطفل نائمًا. في البداية، يتم إدخال جهاز مزود برأس ناعم في الأذن الخارجية للطفل. ثم يتم تشغيل صوت نقر، وتتحقق المعدات المستخدمة في الفحص من أن أذن الطفل الداخلية تعكس الصوت. إذا كانت النتائج غير واضحة، قد يقوم الفاحص بإعادة الاختبار مرة أو مرتين إضافيتين.

#### اختبار الاستجابة السمعية الدماغية التلقائية (AABR)
عندما يفشل الطفل في اختبار AOAE، يتم تحديد موعد آخر لفحص أدق باستخدام اختبار الاستجابة السمعية الدماغية التلقائية (AABR). يقيس هذا الاختبار عصب قوقعي الطفل واستجابة الدماغ للأصوات. في البداية، يتم وضع سماعات رأس ناعمة على رأس الطفل بالإضافة إلى ثلاثة مستشعرات على عنقه ورأسه. ثم يقوم الفاحص بتشغيل أصوات نقر لمعرفة كيفية استجابة الطفل للصوت. إذا فشل الطفل في كلا الاختبارين، فهذا لا يعني بالضرورة أن لديه فقدانًا في السمع. بدلًا من ذلك، قد يكون الطفل غير مستقر أثناء الفحص، أو كان هناك ضوضاء في الخلفية، أو وجود سائل في أذنه بعد الولادة. نتيجة لذلك، يتم إرسال الأطفال إلى أخصائي السمع لإجراء اختبار تشخيصي.

### التدخل
بعد اكتشاف أن الطفل يعاني من فقدان السمع، فإن التدخل المبكر يعني إمكانية تقديم الدعم المناسب. من خلال التدخل المبكر، يتم تحسين تطور الطفل، وزيادة مهارات اللغة والقراءة، وتحقيق نجاح أكاديمي أعلى، مما يسمح بفهم أفضل بين الوالدين والأطفال. من خلال رعاية وتعليم الطفولة المبكرة (ECCE)، يتم توفير التعليم المجاني للأطفال الذين يعانون من فقدان السمع في السنة التي تسبق بدء المدرسة. أيضًا، يتم توفير خدمة المعلم الزائر للطلاب في سن المدرسة لمساعدتهم في الانخراط داخل البيئة التعليمية العامة.

### التعليم الابتدائي والثانوي
بالنسبة للآباء الأيرلنديين للأطفال الذين يعانون من فقدان السمع، عادةً ما تكون هناك ثلاث خيارات للتعليم في المستوى الابتدائي والثانوي. اتخاذ قرار بين التعليم المنزلي، أو التعليم في المدارس العامة، أو المدارس الخاصة بالسمع قد يكون قرارًا صعبًا.

#### التعليم في المدارس العامة
أكثر الخيارات شيوعًا للأطفال الذين يعانون من فقدان السمع هو التعليم في المدارس العامة، حيث يمثل هذا حوالي 90% من تعليم الطلاب الذين يعانون من فقدان السمع. عندما يتم إرسال طفل أصم إلى مدرسة عامة، فهذا يعني أنه يتم دمجه في صف مع أطفال آخرين سليمين سمعيًا. في بعض الأحيان، قد يكون هذا البيئة محبطة جدًا بالنسبة لهم لأن المعلمين قد لا يكون لديهم الوقت لتوفير الدعم الإضافي. ونتيجة لذلك، قد يحتاج الطفل إلى مساعد تعليم خاص أو معلم زائر.

#### المدارس الخاصة بالسمع
في أيرلندا، هناك ثلاث مدارس مخصصة لطلاب يعانون من فقدان السمع تهدف إلى تطوير مهارات لغة الإشارة الأيرلندية (ISL). أولاً، توجد مدرسة سانت ماري للفتيات الصم ومدرسة سانت جوزيف للبنين الصم في كابرا، دبلن. منذ الخمسينات من القرن التاسع عشر، تقدم هذه المدارس الإقامة للطلاب بحيث يمكن لأولئك الذين لا يعيشون بالقرب من المدرسة الإقامة فيها خلال الأسبوع. المدرسة الثالثة هي مدرسة ميدويست للصم التي تقع في ليمريك.

#### مدرسة سانت ماري للفتيات الصم
في عام 1846، بدأ المعهد الكاثوليكي للصم جمع التبرعات من أجل مدرسة سانت ماري للفتيات الصم. اليوم، هناك مدرستان منفصلتان للتعليم الابتدائي والثانوي. الأطفال الذين يحضرون إلى مدرسة مارين الابتدائية يتبعون منهج وزارة التعليم، ولكن البيئة الصفية تركز على تعليم الطلاب الذين يعانون من فقدان السمع. 

#### مدرسة سانت جوزيف للبنين الصم
تأسست في عام 1857، وتهدف إلى توفير مكان آمن وداعم وتعليمي يلبي احتياجات الطلاب، مع السعي لجعلهم مواطنين مستقلين ومتعاطفين. التعليم الابتدائي في مدرسة سانت جوزيف للبنين الصم يقدم للطلاب من سن أربع إلى أربع عشرة سنة. 

#### مدرسة ميدويست للصم
تأسست في عام 1979، وتهدف إلى توفير تعليم أكثر وصولًا للأطفال الذين يعانون من فقدان السمع. الفصول الدراسية في المدرسة الابتدائية تتراوح من أربعة إلى سبعة طلاب في كل فصل للحفاظ على نسبة منخفضة بين الطلاب والمعلمين.

## التعليم العالي
وفقًا لجمعية الصم الأيرلندية، فإن الدعم للتعليم العالي يتحسن للأفراد الصم، حيث حصل العديد منهم على درجات جامعية بدءًا من البكالوريوس حتى الدكتوراه من خلال هذه الدعم.

### خطة الوصول إلى التعليم للأشخاص ذوي الإعاقة (DARE)
تعد خطة الوصول إلى التعليم للأشخاص ذوي الإعاقة (DARE) خطة قبول بديلة للتعليم العالي للطلاب ذوي الإعاقة الذين أكملوا التعليم الثانوي. تهدف DARE إلى الأفراد الذين تقل أعمارهم عن 23 عامًا والذين أثرت إعاقتهم بشكل سلبي على تعليمهم. بشكل أكثر تحديدًا، تعطي DARE الأولوية للمتقدمين الذين يعانون من ضعف النظر أو الصمم أو صعوبة السمع. المتقدمون الذين يستوفون المعايير مؤهلون للحصول على نقاط أقل في شهادة مغادرة الثانوية، ولكن يجب عليهم الوفاء بمتطلبات القبول الدنيا لأي برنامج معين. تشمل الدعوم الأخرى في الجامعات برامج التوجيه، والدعم التعليمي، والتقنية المساعدة، ودعم المكتبة، وتسهيلات الامتحانات، وعمال الدعم التعليمي، والتعليم الأكاديمي.

### مشروع دعم الصم في التعليم العالي (DS3)
كل صيف، يستضيف تريتي كوليدج دبلن مدرسة صيفية لمشروع دعم الصم في التعليم العالي (DS3) لتجميع طلاب السنة الأولى من الجامعات الأيرلندية الذين يعانون من فقدان السمع. الهدف من DS3 هو إعطاء الطلاب الجدد فرصة للتدرب على الانتقال إلى التعليم العالي بشكل سلس. خلال هذا اليوم، يتم تقديم دعم أكاديمي مثل لغة الإشارة الأيرلندية (ISL)، المترجمين، كتّاب الملاحظات، "السرعة النصية"، الأجهزة المساعدة للاستماع، وتسهيلات الامتحانات. يتم تقديم العروض في هذا اليوم دائمًا من قبل طلاب جامعيين حاليين أو سابقين يعانون من فقدان السمع.

## التوظيف
أظهر دراسة وطنية أجرتها صحيفة الأيرلندية تايمز أن معدل التوظيف في المجتمع الأيرلندي العام هو 64 في المائة، بينما يمتلك 60 في المائة من مجتمع الصم وظائف. الفارق الرئيسي هو أن غالبية الأفراد الصم يعملون في وظائف ذات مستوى منخفض ويتلقون أجورًا منخفضة. في الدراسة، قال معظم المشاركين البالغ عددهم 350 شخصًا من الصم إنهم يعملون في أعمال يدوية ولا يتوقعون أي ترقية. وكان حوالي 70 في المائة منهم يتقاضون أقل من 461 يورو في الأسبوع أو ما يعادل 22,000 يورو في السنة. يواجه الأشخاص الصم صعوبة في العثور على وظائف ذات أجر جيد بسبب أن 60 في المائة منهم أكملوا التعليم حتى سن 18 عامًا، وحصل 25 في المائة فقط على شهادة مغادرة الثانوية. التحديات الأخرى التي يواجهها الأفراد الذين يعانون من ضعف السمع تشمل مستوى القراءة والكتابة المنخفض مما يعيق فرصهم في الحصول على وظائف. من الناحية الاجتماعية، غالبًا ما يتم عزل البالغين الصم من قبل زملائهم في العمل وأرباب العمل.
تقدم الحكومة الأيرلندية الدعم لمكافحة عدم المساواة التي يواجهها الموظفون الذين يعانون من ضعف السمع. تشمل بعض أشكال الدعم ترتيب العمل المرن، وتعديل المهام الوظيفية، ومنحة تعديل المعدات/الملحقات في مكان العمل (WEAG)، ودعم الأجور. بالإضافة إلى ذلك، ستقوم الحكومة بتعويض أصحاب العمل الذين يوفرون مترجمين لتسهيل المقابلات الوظيفية.

### المهام المستمرة
هناك نقص في الدعم للمترجمين بلغة الإشارة الأيرلندية (ISL) للموظفين الذين يعانون من ضعف السمع بعد حصولهم على العمل. يجب توسيع WEAG لتوفير المزيد من مترجمي ISL. علاوة على ذلك، سيساهم إنشاء مكاتب للإعاقة في كل مدرسة في تحسين معدل حصول الطلاب على شهادة مغادرة الثانوية. أخيرًا، تشير الدراسة التي أجرتها صحيفة "The Irish Times" إلى ضرورة وضع إجراءات خاصة تسمح بالتواصل بين الموظفين الصم والموظفين السامعين في مكان العمل.

## الرعاية الصحية
بموجب المادة 25 من اتفاقية حقوق الأشخاص ذوي الإعاقة (CRPD)، يُطلب توفير الوصول إلى الرعاية الصحية للأفراد ذوي الإعاقة، بما في ذلك الأشخاص الصم. ومع ذلك، أظهرت دراسة أجراها مايكل شوارتز أن الرعاية الصحية المقدمة بحاجة إلى وعي ثقافي. كما اكتشف أن هناك نقصًا في مترجمي لغة الإشارة، ومع القلة منهم، يسببون انقسامًا بين المريض الأصم ومقدم الرعاية الصحية.

### الوعي الثقافي
يعتقد المرضى الصم أن من الضروري أن يكون لمقدمي الرعاية الصحية معرفة بثقافة الصم، والقضايا الصحية، والصحة النفسية، لأن ذلك يرتبط ارتباطًا مباشرًا بمواعيدهم وزياراتهم. من خلال فهم أفضل للحواجز التي يواجهها الصم، يمكن للأطباء مساعدتهم بشكل أفضل.

### الوصول إلى المترجمين
الكثير من الأشخاص الصم يحتاجون إلى مترجم للتواصل مع أطبائهم بشأن مخاوفهم الصحية. إذا لم يكن هناك مترجم متاح، يصبح من الصعب على المريض الأصم تلقي التشخيص المناسب. يؤدي سوء التواصل بين الطرفين في هذا الموقف إلى عواقب خطيرة.

### تأثير المترجم على التواصل
عندما يتواجد مترجم في الغرفة، يصف المرضى الصم صعوبة في التواصل مع أطبائهم أيضًا. في العديد من الأحيان، لا ينظر الطبيب إلى المريض، بل يتحدث إلى المترجم. وهذا يجعل من الصعب على المريض الأصم إيصال رسالته، مما يسبب المزيد من المشاكل.